# Communes de la province de Matera
- Haut – A
- B
- C
- D
- E
- F
- G
- H
- I
- J
- K
- L
- M
- N
- O
- P
- Q
- R
- S
- T
- U
- V
- W
- X
- Y
- Z

## A
- Accettura
- Aliano

## B
- Bernalda

## C
- Calciano
- Cirigliano
- Colobraro
- Craco

## F
- Ferrandina

## G
- Garaguso
- Gorgoglione
- Grassano
- Grottole

## I
- Irsina

## M
- Matera
- Miglionico
- Montalbano Jonico
- Montescaglioso

## N
- Nova Siri

## O
- Oliveto Lucano

## P
- Pisticci
- Policoro
- Pomarico

## R
- Rotondella

## S
- Salandra
- San Giorgio Lucano
- San Mauro Forte
- Scanzano Jonico
- Stigliano

## T
- Tricarico
- Tursi

## V
- Valsinni